# Les Grands Succès Barclay Vol. 17
Albums de Diane Dufresne
Le Disque d'or
(1979)
Les Grands Succès Barclay Vol. 17 est la première compilation de la chanteuse québécoise Diane Dufresne parue au Canada en 1975. Dans les années 1970, la collection Les Grands Succès Barclay regroupait, à chaque nouvelle édition, les plus grands succès d'un des artistes signé par le label Barclay, ce Best of en est le volume 17.

## Édition double33 Tours

### Titres disque 1
| 1. | Tiens-toé ben j'arrive! | Luc Plamondon | François Cousineau | 2:12 |
| 2. | D'vant ma télévision    | Luc Plamondon | François Cousineau | 3:43 |
| 3. | Rond-point              | Luc Plamondon | François Cousineau | 3:58 |
| 4. | J'avais deux amants     | Luc Plamondon | François Cousineau | 4:07 |
| 5. | En écoutant Elton John  | Luc Plamondon | François Cousineau | 6:30 |

| 1. | J'ai rencontré l'homme de ma vie | Luc Plamondon   | François Cousineau | 3:00 |
| 2. | Buzz                             | Marcel Lefebvre | François Cousineau | 3:17 |
| 3. | Rill pour rire                   | Luc Plamondon   | François Cousineau | 3:32 |
| 4. | La chanteuse straight            | Luc Plamondon   | François Cousineau | 4:22 |
| 5. | Pars pas sans m'dire bye bye     | Luc Plamondon   | François Cousineau | 3:00 |

### Titres disque 2
| 1. | Rock pour un gars d'bicyc | Luc Plamondon | François Cousineau | 3:32 |
| 2. | Le tour du bloc           | Luc Plamondon | François Cousineau | 4:27 |
| 3. | On tourne en rond         | Luc Plamondon | François Cousineau | 4:49 |
| 4. | Berceuse pour un homme    | Luc Plamondon | François Cousineau | 2:40 |
| 5. | Tu m'fais flipper         | Luc Plamondon | François Cousineau | 3:30 |

| 1. | A part de d'ça                       | Luc Plamondon | François Cousineau | 3:54 |
| 2. | J'me sens ben                        | Luc Plamondon | François Cousineau | 4:30 |
| 3. | La fin du monde est pour aujourd'hui | Luc Plamondon | François Cousineau | 3:27 |
| 4. | Comme des chiens                     | Luc Plamondon | François Cousineau | 2:02 |
| 5. | Valse triste                         | Luc Plamondon | François Cousineau | 2:30 |

## Crédits
- Musiciens : Multiples
- Photos : X
- Label : Barclay